# Гуалапак Україна
Gualapack Ukraine (ТОВ «Гуалапак Україна» — українська компанія, що виготовляє упаковку для дитячого харчування, харчової промисловості, кормів для тварин, обладнання для упаковки дитячого харчування і гнучких пакувальних матеріалів. Засновники: компанія Guala pack (Італія), спільне українсько-польське підприємство АТ «Технологія».

## GualaPackGroup
ТОВ «Гуалапак Україна» — частина групи компаній GualaPackGroup, яка налічує 15 заводів (Італія, Китай, Японія, Україна, Румунія, США, Коста-Рика, Мексика, Бразилія, Чилі). Випускає сім видів продуктів для упаковки товару, а також, різноманітні допоміжні матеріали (багатошарові комбіновані плівки, кришки тощо), які відрізняються високою інноваційною гнучкістю. Створення гібридної упаковки нового покоління.

## Історія
- 2014 — заснування компанією Guala Pack S.p.A. (Італія) і СП АТ «Технологія» (Україна-Польща).[7]
- 4 вересня 2014 — відкриття першого виробничого цеху (700 м2).
- жовтень 2016 — початок будівництва нового заводу площею 13,7 тис. м2.[8][9][10]
- 12 липня 2017 — відкриття заводу в Сумах за участю Президента Порошенка.[11][12][13][14][11][15][16]

## Виробництво
Виробництво компанії сертифіковано за міжнародними стандартами ISO 9001:2015, ISO 14001:2015, ISO 45001:2018, ISO 50001:2018, BRCGS Packaging ver.6, SMETA 4 — pillar.

## Діяльність
Підприємство працює над впровадженням екологічних та енергоефективних рішень, зокрема на створенні упаковки, яка на 80 % складається з сировини біологічного походження, використання енергоефективних рішень в освітленні, рекуперації тепла й енергії в технологічному процесі.
Бере участь в Simei & Drinktec 2017 — міжнародна виставка з виробництва напоїв та рідких харчових продуктів.

## Соціальні ініціативи
Компанія є партнером благодійного фонду «Технологія», кошти спрямовуються на ремонт дитячих лікувальних установ, покупку обладнання, фінансову підтримку дитячих будинків та інші соціальні програми.